# Herodião de Antioquia
Herodião de Antioquia foi um mártir cristão do século II d.C. e bispo de Antioquia entre 100 ou 107 e 127, sucessor de Inácio na Igreja de Antioquia, função que exerceu por vinte anos.